# Gimnazija Pula
Gimnazija Pula mješovita je srednjoškolska ustanova u Puli. Smještena je u zgradi sa Strukovnom i Glazbenom školom, ima oko 800 učenika te zapošljava oko 70 nastavnika. Sastoji od tri programa: opće, prirodoslovno-matematičke i jezične gimnazije.
Gimnazija obilježava Dan škole 5. svibnja, a nadnevak je vezan uz Dan Grada Pule.

## Povijest
Pulska gimnazija je započela je s radom školske godine 1947./1948. pod nazivom Gimnazija Pula, a 1974./1975. se udružuje s Gimnazijom "Eugen Kumičić" Pula te mijenja ime u Gimnazija - Ginnasio "Branko Semelić" Pula, u čijem su sastavu bili i učenici s nastavom na talijanskom jeziku. Školske godine 1977. /1978. dolazi do ujedinjenja s Ekonomskom, Medicinskom i Srednjom radničkom školom pri Radničkom sveučilištu "Jurica Kalc" sa zajedničkim nazivom Centar odgoja i usmjerenog obrazovanja u društvenim djelatnostima "Branko Semelić" Pula. Takav ustroj pulskih srednjoškolskih ustanova prestaje s radom 31. kolovoza 1992. nakon čega Gimnazija Pula radi samostalno.
Izgradnja zgrade započela je na temelju odluke Općinskog vijeća Pule na čelu s podestatom Lodovicom Rizzijem donijete 1904. godine, a za potrebe gradske strukovne škole za naobrazbu industrijskih radnika, uglavnom arsenalaca, koja je osnovana u ožujku 1905. sredstvima pulske općine. Ustrojavanje i upravljanje školom povjereni su inženjeru Enei Nicolichu tada predstojniku i profesoru Srednje industrijske škole u Trstu. Pokrajinska vlada Istre iz Poreča i poglavarstvo Pule odlučili su o svom trošku, školske 1908./1909. otvoriti Gradsku realnu gimnaziju "Civico Ginnasio Reale" koja je 17. rujna iste godine započela upisom u dva razreda, u sadašnjoj zgradi Gimnazije Pula. Porast broja učenika nagnao je novog podestata, dr. Domenica Stanicha, na poticanje širenja školskog programa i povećanje broja učionica u tadašnjoj zgradi škole, u općinskom vlasništvu, te na poticanje izgradnje nove zgrade, na današnjoj lokaciji, koja je dovršena 1910. godine.

## Vanjske poveznice
- Službene stranice škole., pristupljeno 26. svibnja 2013.
- Gimnazija Pula na Istrapediji, pristupljeno 26. svibnja 2013.